# Hydropsyche aerata
Hydropsyche aerata is een schietmot uit de familie Hydropsychidae. De soort komt voor in het Nearctisch gebied.